# Lorenz Lorenzen
Lorenz Lorenzen (30. oktober 1795 i Husum – 22. juni 1866 i Lüneburg) var en slesvigsk præst og stænderdeputeret.
Han var en søn af møllebygger, stadsbygmester i Husum Lorentz Lorentzen (6. januar 1753 - 3. november 1835) og Maria Dorothea født Petersen (1760 - 25. januar 1843), kom 1815 til Universitetet i Kiel og tog 1819 teologisk embedseksamen på Gottorp. Året efter udnævntes han til præst i Svavsted, 1829 til præst i Adelby og var 1839-40 konstitueret provst i Flensborg Provsti. I den slesvigske stænderforsamling sad han fra 1834-46 som kongevalgt gejstligt medlem og var på samme tid en af hertugen af Augustenborgs håndgangne mænd, fanatiker i sit had til alt dansk i den grad, at han i stænderne nægtede at have forstået dansk tale, uagtet han var præst i en dansktalende menighed. Under oprøret var han medlem af den slesvig-holstenske stænderforsamling, forlod før Istedslaget sit embede, fra hvilket han 1850 fik sin afsked. Da hans eneste søn som frivillig faldt i slaget ved Bov øgede det kun hans forbitrelse mod Danmark. Under krigen blev han som arrestant ført til København. Han blev, efter at være udelukket fra amnestien, 1852 superintendent i Lüneburg, hvor han døde natten mellem 22. og 23. juni 1866. 1840 var han blevet Ridder af Dannebrog, men mistede også sit ridderkors ved udelukkelsen fra amnestien.
Han havde 23. januar 1821 i Rendsborg ægtet Elisabeth Franziska Cathrine Christine Grothusen (8. juli 1799 i Niendorf - 21. september 1875 i Lüneburg), datter af toldkontrollør i Niendorf, senere overkontrollør for Slesvig og Holsten, justitsråd Gerhard Grothusen (1765-1832, gift 2. gang 1800 med Hedvig Christine Martens, 1777-1828) og Elisabeth Dorothea Martens (1773-1799) og søster til konferensråd Gerhard Grothusen.